# Персидский мусор
Персидский мусор — совокупность архитектурных деталей и скульптур, повреждённых или осквернённых персами в Афинах в 480/479 г. до н. э.

## История
В 480 году до н. э. во время Греко-персидских войн персидское войско захватило афинский Акрополь. Почти все граждане Афин в тот момент покинули город, а вернувшись, нашли храмы разрушенными, а сокровища разграбленными. Осквернённые святыни были собраны и закопаны афинянами, а на месте старых храмов постепенно были воздвигнуты новые.
Захоронение «персидского мусора» было найдено в 1863—1866 годах французским археологом Шарлем Эрнестом Бёле́; другую часть позднее обнаружили Панайотис Каввадис и Вильгельм Дёрпфельд. Среди находок — многочисленные архаические коры, а также фрагменты фронтонов храмов, которые предположительно были расположены на Акрополе. На многих скульптурах хорошо сохранились следы краски, которые позволяют сделать выводы о колористике архаических памятников.

## Статуи из «персидского мусора»
- Мальчик Крития[англ.]
- Кора Антенора[англ.]
- Часть фронтона Гекатомпедона
- Повреждённый Мосхофор
- Кора в пеплосе[англ.]
- Всадник Рампена[англ.]
- Фрагменты коры Эвтидикос
- Кора Эвтидикос (деталь)
- Архаическая скульптура женщины
- Статуя сидящей Афины
- Колесница и гоплиты на Фемистокловой стене[англ.].